# Lekkoatletyka na Letnich Igrzyskach Olimpijskich 1960 – chód na 20 km mężczyzn
Chód na 20 kilometrów mężczyzn podczas XVII Letnich Igrzysk Olimpijskich w Rzymie rozegrano 2 września 1960. Start i meta znajdowały się na Stadio Olimpico. Zwycięzcą został reprezentant Związku Radzieckiego Wołodymyr Hołubnyczy.

## Rekordy

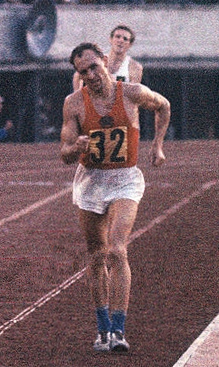
Wołodymyr Hołubnyczy

|                   | Zawodnik           | Narodowość | Czas      | Data                   | Miejsce   |
| ----------------- | ------------------ | ---------- | --------- | ---------------------- | --------- |
| Rekord świata     | Anatolij Wiediakow | ZSRR       | 1:25:59   | 6 września 1959(dts)   | Moskwa    |
| Rekord olimpijski | Leonid Spirin      | ZSRR       | 1:31:27,4 | 28 listopada 1956(dts) | Melbourne |

## Wyniki
| Poz. - pozycja |
| – rekord świata \| – rekord krajowy \| – rekord życiowy \| = – wyrównany rekord życiowy \| · – najlepszy wynik w sezonie \| = – wyrównany najlepszy wynik w sezonie \| – rekord olimpijski |
| Fn – falstart \| DNF – nie ukończył \| DNS – nie wystartował \| DSQ – zdyskwalifikowany |

### Finał
| Poz. | Zawodnik             | Narodowość        | Rezultat  | Uwagi |
| ---- | -------------------- | ----------------- | --------- | ----- |
| 1    | Wołodymyr Hołubnyczy | ZSRR              | 1:34:07,2 |       |
| 2    | Noel Freeman         | Australia         | 1:34:16,4 |       |
| 3    | Stan Vickers         | Wielka Brytania   | 1:34:56,4 |       |
| 4    | Dieter Lindner       | Niemcy            | 1:35:33,8 |       |
| 5    | Norman Read          | Nowa Zelandia     | 1:36:59,0 |       |
| 6    | Lennart Back         | Szwecja           | 1:37:17,0 |       |
| 7    | John Ljunggren       | Szwecja           | 1:37:59,0 |       |
| 8    | Ladislav Moc         | Czechosłowacja    | 1:38:32,0 |       |
| 9    | Alex Oakley          | Kanada            | 1:38:46,0 |       |
| 10   | Eric Hall            | Wielka Brytania   | 1:38:54,0 |       |
| 11   | Ronald Crawford      | Australia         | 1:39:16,2 |       |
| 12   | Henri Delerue        | Francja           | 1:39:37,6 |       |
| 13   | George Hazle         | Południowa Afryka | 1:40:16,2 |       |
| 14   | Lennart Carlsson     | Szwecja           | 1:40:25,0 |       |
| 15   | Tommy Kristensen     | Dania             | 1:41:07,6 |       |
| 16   | Hannes Koch          | Niemcy            | 1:41:53,4 |       |
| 17   | Louis Marquis        | Szwajcaria        | 1:41:59,6 |       |
| 18   | Charles Sowa         | Luksemburg        | 1:42:43,8 |       |
| 19   | Ronald Zinn          | Stany Zjednoczone | 1:42:47,0 |       |
| 20   | Zora Singh           | Indie             | 1:43:19,8 |       |
| 21   | Stefano Serchinic    | Włochy            | 1:43:58,6 |       |
| 22   | Luigi De Rosso       | Włochy            | 1:45:04,2 |       |
| 23   | Bob Mimm             | Stany Zjednoczone | 1:45:09,0 |       |
| 24   | Rudy Haluza          | Stany Zjednoczone | 1:45:11,0 |       |
| 25   | Leo Rosschou         | Dania             | 1:46:35,8 |       |
| 26   | Gianni Corsaro       | Włochy            | 1:46:47,2 |       |
| 27   | Khalifa Bahrouni     | Tunezja           | 1:47:09,6 |       |
| 28   | Naoui Zlassi         | Tunezja           | 1:55:21,0 |       |
| –    | Tibor Balajcza       | Węgry             | DSQ       |       |
| –    | Mohamed Ben Lazhar   | Tunezja           | DSQ       |       |
| –    | Siegfried Lefanczik  | Niemcy            | DSQ       |       |
| –    | Gabriel Reymond      | Szwajcaria        | DSQ       |       |
| –    | Ajit Singh           | Indie             | DSQ       |       |
| –    | Giennadij Sołodow    | ZSRR              | DSQ       |       |
| –    | Anatolij Wiediakow   | ZSRR              | DSQ       |       |
| –    | Ken Matthews         | Wielka Brytania   | DNF       |       |